# Maurice Clavel (triatleta)
Maurice Clavel (3 de febrero de 1988) es un deportista alemán que compitió en triatlón. Ganó una medalla de bronce en el Campeonato Europeo de Ironman 70.3 de 2014.

## Palmarés internacional
| Campeonato Europeo | Campeonato Europeo   | Campeonato Europeo | Campeonato Europeo |
| Año                | Lugar                | Medalla            | Prueba             |
| ------------------ | -------------------- | ------------------ | ------------------ |
| 2014               | Wiesbaden (Alemania) | Medalla de bronce  | Individual         |